# Joan Miró
Joan Miró, katalonski slikar, kipar in lončar, * 20. april 1893, Barcelona, Katalonija, Španija, † 25. december 1983, Mallorca, Španija.

## Življenje
Miró se je rodil leta 1893 kot sin zlatarja v Barceloni. Na očetovo željo si je pridobil trgovsko izobrazbo, a je ob tem obiskoval tudi likovni pouk. Med letoma 1910 in 1911 je delal kot računovodja, dokler ni doživel živčnega zloma, kar je očeta prepričalo, da je trgovski poklic za Mirója neprimeren.
Po tem je leta 1912 začel študij na Akademiji za umetnost v Barceloni. Leta 1920 je prvič odpotoval v Pariz, kjer se je izpopolnjeval v risanju na akademiji La Grande Chaumière. 1926 je skupaj z Maxom Ernstom delal scenografijo za igro Romeo in Julija. Istega leta mu je umrl oče. Leta 1927 se je preselil v  Cité des Fusains, kjer je imel za sosede tudi slavne Maxa Ernsta, Jeana Arpa in Pierra Bonnarda. Leta 1928 je spoznal kiparja Alexandra Calderja, s katerim sta ustvarila tesno prijateljstvo, ki je imelo velik vpliv tudi na Mirójevo ustvarjanje. Oktobra 1929 se je poročil s Pilar Juncosa v Palmi de Mallorca. Po vrnitvi v hišo njegovega otroštva leta 1932, je leto kasneje spoznal Vasilija Kandinskega. Po želji njegove mame je leta 1944 začel z izdelovanjem bronastih skulptur in z delom s keramiko.
Leta 1956 se je Miró preselil v Palmo de Mallorca. Pri gradnji mu je pomagal svak in Miró se je leta 1958 s svojo ženo lahko vselil v novo domovanje Son Abrines. V istem letu si je z Guggenheimovo mednarodno nagrado pridobil še Son Boter, ki je bila prvotno načrtovana kot kiparska delavnica, a je kasneje postala Mirójev drugi slikarski atelje. Gradnjo delavnic je prevzel Mirójev dober prijatelj Josep Lluís Sert, direktor Graduated Scholl of Design na harvardski univerzi, ki je veljal za glasnika evropske avantgardne arhitekture. Miróju je ustvaril poetično in funkcionalno sobo, v kateri je le-ta svoj umetniški proces pripeljal do najvišje točke.
Miró je umrl 25. decembra 1983 v Palmi de Mallorca in bil svečano pokopan v družinski grob. Njegova edina hči Maria Dolors Miró Juncosa, častna predsednica Mirójevega sklada v Palmi in Barceloni je umrla decembra 2004 v istem kraju kot njen oče.
Zaradi skrbi, da bi bilo njegovo delo pozabljeno, je Miró del svoje lastnine kot darilo podaril mestni upravi Palme de Mallorca. V čast darilu je bil leta 1981 ustanovljen sklad Fundació Pilar i Joan Miró a Mallorca.

## Izbor priznanj
- velika nagrada za grafiko, Benetke, 1954
- imenovanje za satrapa na  Collège de Pataphysique v Parizu, 1957
- mednarodna Guggenheimova nagrada, 1958
- častni doktorski naziv na Harvard University, 1968

## Izbor del
- Karneval harlekinov, 1925
- Kompozicija (Majhno vesolje), 1933 (Fondation Beyeler, Basel)
- Nocturne, 1935 (Cleveland Museum of Art)
- Sedeča ženska, 1938
- Pesnica, 1940
- Človek in pes pred soncem, 1949 ( Kunstsammlung Basel)